# قوط غربيون

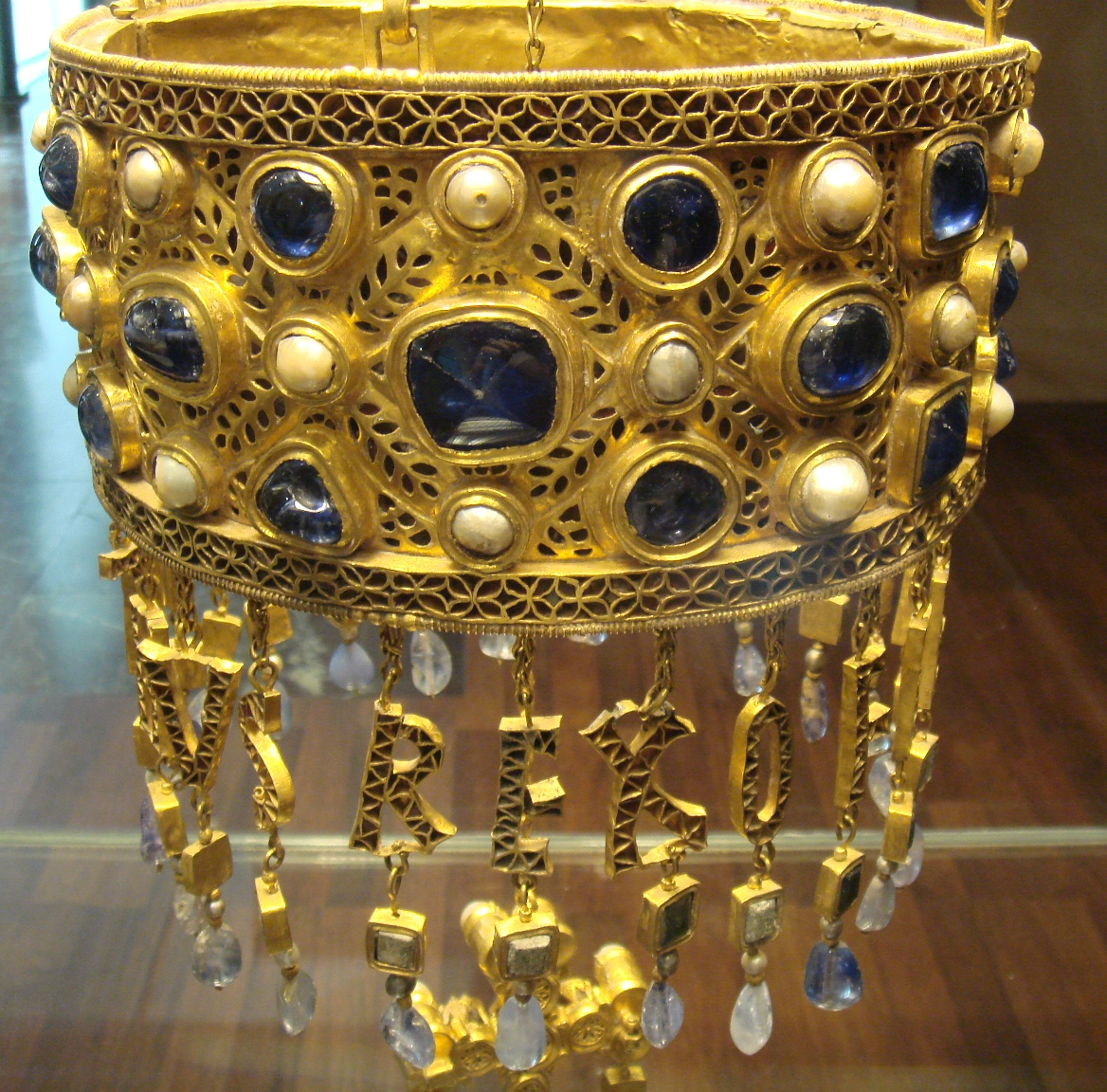
تاج من الذهب يعود للملك ريكسيسونز (653-672), إسبانيا، (متحف إسبانيا الوطني للآثار).

القوط الغربيون (Visigoth) قبائل شكلت مع قبائل القوط الشرقيين فرعي قبائل القوط الرئيسيين. خلال حقبة الهجرات عملت قبائل القوط الشرقية الغربية -بالإضافة للعديد من القبائل الجرمانية الأخرى- على محاربة الإمبراطورية الرومانية ومحاولة إسقاطها واجتياح مناطق منها. بعد سقوط الإمبراطورية الرومانية الغربية لعب القوط الغربيون دوراً مهماً في أوروبا الغربية لمدة تصل إلى قرنين ونصف. نشأت مملكة للقوط الغربيين بعدما أسكنتهم الحكومة الرومانية بقيادة الملك فاليا في إقليم أقطانية جنوب غرب فرنسا، ثم توسعت مملكتهم بعد ذلك واحتلت كل شبه جزيرة أيبيريا.

## التاريخ القديم
ظهر القوط الغربيون كشعب منفصل للمرة الأولى في التاريخ عام 268م. عندما غزوا أجزاء من الإمبراطورية الرومانية واقتحموا منطقة البلقان. امتد الاجتياح ليصل إلى مقاطعتي بانونيا وإليركيوم الرومانيتين (هزم القوط الغربيون قرب الحدود الإيطالية السلوفينية في صيف ذاك العام وكذلك في معركة نايسس في سبتمبر 269م). خلال السنوات الثلاث التالية تراجع نفوذ القوط الغربيين إلى ما وراء نهر الدانوب بسبب سلسلة من الحملات التي قادها الأباطرة الرومان كلاوديوس الثاني وأوريليان.
بالرغم من المحاولات المتكررة للقضاء على القوط الغربيين فقد حافظوا على سيطرتهم على مقاطعة داكيا الرومانية. بسبب مكوث القوط في داكيا فقد اعتنقوا المسيحية الأريانية التي تقول بأن المسيح ليس صورة من صور الرب في ثالوث الأقداس وإنما مخلوق عادي كسائر البشر خلقه الله. كانت الأريانية تخالف، بشكل كبير، المعتقدات الأساسية للمسيحية الكاثوليكية وأرثوذكسية اللتين كانتا منتشرتين في الإمبراطورية الرومانية. ظل القوط الغربيون يدينون بالأريانية حتى عام 589م عندما أعلن الملك ريكارد الأول دخوله في الكاثوليكية أثناء فترة حكمه في شبه جزيرة أيبيريا.

### الحرب ضد روما

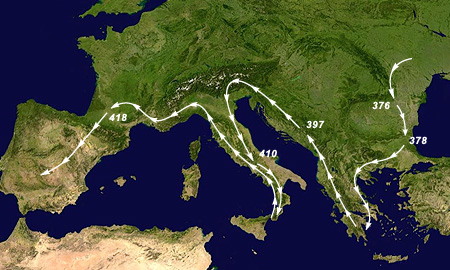
هجرات القوط الغربيون

بقي القوط في داكيا حتى 376م حين قدّم أحد زعمائهم ويدعى فرتيجيرن التماساً إلى الإمبراطور الروماني فالنس للسماح لهم بالاستيطان على الضفة الجنوبية من نهر الدانوب وهم طلبوا ذلك احتماء من قبائل الهون الذين كانوا يمنعون أحدا من عبور النهر بقوة السلاح. وافق فالينس على طلب القوط بل وساعدهم على عبور النهر. لم يقدم فالينس مساعدته دون مقابل، فقد طلب من القوط تزويده بالجنود لضمهم إلى جيش دولته.
وعد فالينس القوطيين بأراض زراعية وحصص من المواد الغذائية (حبوب) وتوفير الحماية لهم. سُمح للقوط بالانتقال والسكنى مجردين من ممتلكاتهم الشخصية عدا أسلحتهم. عُدت هذه الخطوة من الأخطاء التاريخية التي وقعت فيها الدولة الرومانية (السماح بحمل السلاح).
في العام التالي لاستيطان القوط عند الدانوب أصابتهم مجاعة كبيرة مهلكة وكانت روما قادرة على دعمهم بحصصهم الغذائية وأراضيهم الزراعية -التي وعدوا بها- إلا أنها لم تمنحهم شيئا من ذلك بل وعرضوا عليهم مقايضة أبنائهم بلحوم الكلاب.
أدت أوضاع القوط الغربيين وعلاقتهم بالدولة الرومانية إلى احتدام الصراع بينهم حتى وقعت معركة أدريانوبل في 9 أغسطس 378م والتي اعتمد فيها فالينس على تقديراته الخاطئة بأن عدد وعدة جيش العدو ضعيفة وقليلة وأنهم لا يزيدون عن 10 آلاف مقاتل، وبالإضافة لحر أغسطس أشعل القوط الغربيون النيران في أرض المعركة وعملوا على حصار الجيش الروماني في وسط ميدانها. هلكت أغلب القوات الرومانية ذاك اليوم وقتل أغلبهم وكان بينهم قائدهم فالينس.
عُين ثيودوسيوس الأول إمبراطورا للدولة الرومانية. كان أول ما قام به ثيودوسيوس عقد صلح مع القوط الغربيين ممثلين في قائدهم فريتيجيرن عام 379م. بقي الطرفان متصالحين حتى موت ثيودوسيوس عام 395م. في ذلك العام عين القوط الغربيون ألاريك الأول كملك لهم بينما تولى أبناء ثيودوسيوس حكم الإمبراطورية فتولى آركاديوس حكم المناطق الشرقية فيها وهونوريوس الغربية منها. آركاديوس إلى الإمبراطورية الرومانية الشرقية (مع عاصمة بلاده في القسطنطينية) وهونوريوس في الإمبراطورية الغربية (مع عاصمة بلاده في ميلانو).
خلال الـ15 سنة التي تلت موت ثيودوسيوس حدثت بعض المناوشات والصراعات بين القوط الغربيين والرومان وكانت حدة هذه الصراعات تزداد حدة سنة تلو أخرى. بعد قتل هونوريوس لجنراله ستيليتشيو والقيام بمجزرة قتل فيها عائلات 30 ألف من جنود القوط الغربيين، أعلن ألاريك الحرب على الرومان وكان ذلك في عام 408م. توغل القوط في إيطاليا حتى وصلوا روما وحاصروها ومن ثَم تمت مفاوضة هنوريوس الذي رفض شروط ألاريك. اتخذ ألاريك قراره بأن يقتحم مدينة روما وكان له ذلك في 24 أغسطس 410م. بالرغم من كون روما ليست عاصمة للإمبراطورية الرومانية إلا أن مجرد سقوطها أدى لصدمة عنيفة أدت لاهتزاز عرش الدولة العريقة. أثناء الاقتحام توفي ألاريك فخلفه زوج أخته أتولف الذي وافق على طلب هنورويوس بمغادرة إيطاليا مقابل أن يُعطى القوط أراضي أيبيريا وأكويتين.

### استقرار القوط الغربيين في غرب أوروبا

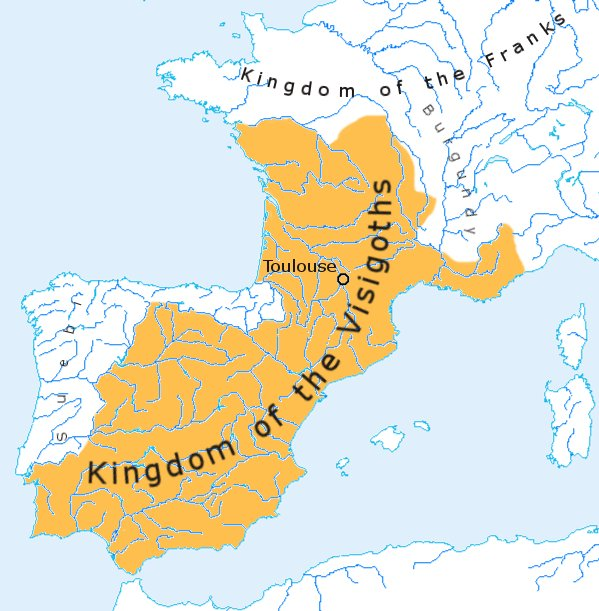
دولة القوط الغربيين في أقصى اتساعها

بين عامي 407م و409م قام الفاندليون -بمساعدة حلفائهم الألانيون وبعض القبائل الجرمانية كالسوفي- قاموا باكتساح شبه الجزيرة الأيبيرية وجنوب فرنسا وهي أراض تابعة للإمبراطورية الرومانية. تحرك القوط الغربيون وفقا للاتفاق الذي حصل بينهم وبين الرومان واستطاعوا احتلال تلك البلاد واستوطنوها. كان مكوث القوط في أكويتانيا نواة لمملكة القوط الغربيين التي امتدت لمسافات واسعة خلف جبال البرانس.
قام الملك إيورك -أحد أعظم ملوك القوط- بتوحيد قبائل القوط الغربيين المتناحرة فيما بينها وثار على الحكم الروماني حتى استطاع أن ينتزع منهم استقلالا كاملا لمملكته عام 475م.
وصل أقصى اتساع لمملكة القوط الغربيين قبل خسارتهم في معركة فوييه في عام 507م حيث كانت تضم مملكتهم أراضي أيبيريا كاملة عدا بعض المناطق الشمالية التي كانت تتبع الباسكيين والشمالية الغربية وكانت فيها مملكة سوفي. كذلك ضمت بلادهم ما يعرف الآن بأكويتانيا وجاليا ناربونسيس.

### مملكة القوط الغربيين في أيبيريا
مقال رئيسي: مملكة القوط
بعد خسارة القوط في معركة فويلي من مملكة الفرنجة خسروا أراضيهم في أكويتانيا وقتل فيها قائدهم ألاريك الثاني. انتقلت عاصمتهم من تولوز لبرشلونة ثم إلى طليطلة.
بين عامي 511 و526م حكم ثيودوريك العظيم الذي وحد القوط الغربيين في أيبيريا والشرقيين المتواجدين في إيطاليا تحت حكمه في دولة واحدة. في 544 خسرت مملكة القوط مدينة غرناطة وقسما كبيرا من أيبيريا وذلك بعد أن احتلتها قوات الإمبراطورية البيزنطية.
قام الملك ليوفيجيلد بغزو مملكة سوفي عام 584 وضمها لملكه كما استعاد جزءا مما استولى عليه البيزنطيين من شبه الجزيرة الأيبيرية. كان ليوفيجيلد آخر ملك أرياني حكم مملكة القوط الغربيين وتحولت البلاد بعد وفاته إلى الكاثوليكية. قام الحكام المتتالين بعد ليوفيجيلد بطرد البيزنطيين من أيبيريا حتى أنهوا وجودهم في البلاد عام 624م.
سقطت مملكة القوط الغربيين عام 711م بعدما قتل الملك لذريق (رودريك) أثناء الفتح الإسلامي لبلاد الأندلس في معركة وادي لكة. بعد هذه المعركة بدأت مدن القوط تتهاوى مدينة تلو أخرى عام 718، ولم تبق إلا أجزاء صغيرة في أقصى الشمال في أيدي المسيحيين، والتي كانت النواة لنشأة مملكة أستورياس التي أسسها نبيل محلي على الأرجح من أصل قوطي يدعى بلاي والتي خلفتها ممالك مسيحية أيبيرية قامت في النهاية باسترداد شبه جزيرة أيبيريا من المسلمين. أثناء فترة الحكم الإسلامي لشبه جزيرة أيبيريا مكث بعض القوط في الأندلس واستمر في المعيشة هناك ودخل كثير منهم في الإسلام. هاجر القسم الآخر من القوط إلى مملكة الفرنجة وإيطاليا ممن لم يرض بالإسلام دينا له أو بالمعيشة تحت حكم المسلمين. لعب القوط الغربيين أدوارا رئيسية في البلاد التي هاجروا إليها وخاصة في فترة حكم شارلمان.

## ملوك القوط الغربيين

### الملوك الأوائل
- فريتيجيرن (369–380م)
- أثاناريك (369–381م)

### أسرة بالتي
- ألاريك الأول (395–410م)
- أتولف (410–415م)
- سيجريك (415م)
- واليا (415–419م)
- ثيودوريك الأول (419–451م)
- ثوريسموند (451–453م)
- ثيودوريك الثاني (453–466م)
- إيوريك (466–484م)
- ألاريك الثاني (484–507م)
- جيساليك (507–511م)
- ثيودوريك العظيم (511–526م)
- أمالاريك (526–531م)

### الملوك المتأخرون
- ثيوديس (531–548م)
- ثيوديجيزل (548-549م)
- أجيلا (549–554م)
- أثاناجيلد (554–567م)
- ليوفا الأول (568–573م)
- ليوفيجيلد (568–586م)
- ريكارد الأول (586–601م)
- ليوفا الثاني (601–603م)
- ويتيريك (603–610م)
- جنديمار (610–612م)
- سيسيبور (612–621م)
- ريكارد الثاني (621م)
- سوينتيلا (621–631م)
- سيسناند (631–636م)
- تشنتيلا (636–640م)
- تولجا (640–641م)
- تشينداسوينث (641–649م)
- ريكيسوينث (649–672م)
- وامبا (672–680م)
- إيرويج (680–687م)
- إيرجيكا (687–701م)
- غيطشة (وتيزا) (701–710م)
- لذريق (رودريغو) (710–711م)